# Carl Heinz Wolff
Carl Heinz Wolff född 1883 död 9 december 1942 i Berlin Tyskland, tysk regissör, manusförfattare, filmproducent och skådespelare

## Regi i urval
- 1940 - Tip auf Amalia
- 1932 - Frau Lehmanns Töchter
- 1929 - Freiheit in Fesseln
- 1917 - Der Schlangenring

## Filmmanusi urval
- 1937 - Heinz hustet
- 1930 - Freiheit in Fesseln
- 1920 - Der Gefangene

## Producent
- 1927 - Der Herr der Nacht
- 1917 - Aus Liebe gefehlt

## Filmografi roller
- 1915 - Der Schwarze Husar